# 환대

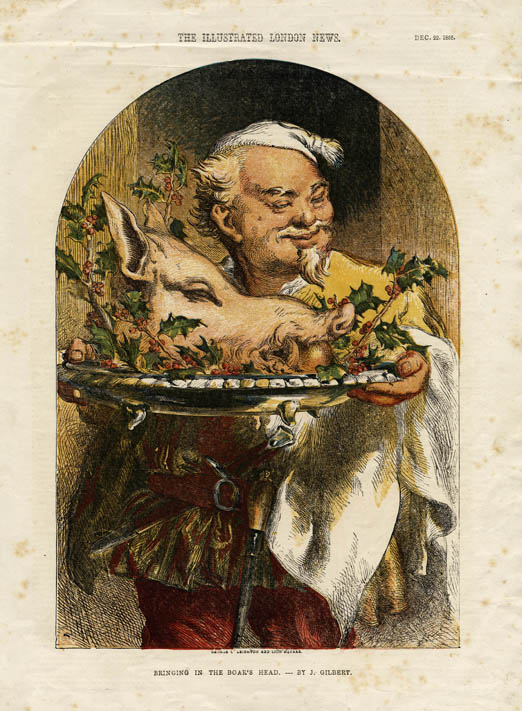
멧돼지 머리를 들고 오는 모습. 문장학에서 멧돼지 머리는 때때로 환대의 상징으로 사용되었는데, 이는 주인이 손님을 잘 대접하려는 의지를 나타내는 것으로 흔히 여겨졌다. 또한 여러 여관과 주점의 상징이기도 하다.

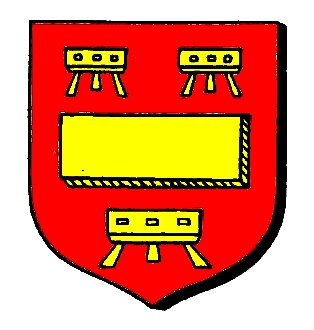
중세 스트랫포드 가문 문장의 받침대:
문장학에서 받침대 (trestle, tressle, tressel, threstle)는 역사적으로 연회에서 의자 겸 식탁 받침대로 사용되었던 삼각대였기에 환대를 의미하기도 한다.

환대(歡待, 영어: hospitality)는 주인이 선의와 환영으로 손님을 맞이하는 주인과 손님 사이의 관계를 의미한다. 이는 손님, 방문객 또는 낯선 사람을 맞이하고 대접하는 것을 포함한다. 루이, 드 조쿠르 기사는 《백과전서》에서 환대를 인류의 유대를 통해 온 우주를 보살피는 위대한 영혼의 미덕으로 묘사한다. 환대는 또한 사람들이 다른 사람들을 대하는 방식인데, 예를 들어 호텔에서 손님을 환영하고 맞이하는 서비스를 들 수 있다. 환대는 조직의 매출량을 늘리거나 줄이는 데 중요한 역할을 한다.
마이클 앤드류 포드는 아래와 같이 환대를 정의했다.
환대란 손님에게 집중하는 능력이다. 환대란 손님이 자신의 영혼을 발견할 수 있는 공간을 창조해내는 능력이다. 환대는 다른 사람의 외로움과 고통을 없애주는 것이 아니라, 자신들의 외로움을 공유할 수 있다는 사실을 인식하도록 돕는 것이다.— 환대의 정신에 대해

환대 윤리는 환대의 이러한 용법을 연구하는 학문이다.

## 어원
"환대(Hospitality)"는 "주인", "손님", 또는 "낯선 사람"을 의미하는 라틴어 hospes에서 유래했다. Hospes는 "낯선 사람" 또는 "적"(후자는 "hostile"과 같은 용어가 파생된 곳)을 의미하는 hostis에서 형성되었다. 환유에 의해 라틴어 hospitalis는 객실, 손님 숙소, 여관을 의미한다. 따라서 Hospes/hostis는 영어 단어 host, hospitality, hospice, hostel, hotel의 어원이다.

## 역사적 관행
고대 문화에서 환대는 낯선 사람을 환영하고 그들에게 음식, 피난처, 안전을 제공하는 것을 포함했다.

## 전 세계적인 개념

### 알바니아인
알바니아인들 사이에서 환대(알바니아어: mikpritja)는 그들의 전통 사회의 불가분의 요소이며, 알바니아 전통 관습법(카눈)에 의해 규정되기도 한다. 환대, 명예, 그리고 베사는 북알바니아 부족 사회의 기둥이다. 수많은 외국인 방문객들이 역사적으로 북부 및 남부 알바니아인들의 환대를 기록했다. 특히 외국 여행자들과 외교관들, 그리고 여러 저명한 역사학자와 인류학자들은 북부 알바니아 고산지대 사람들의 환대를 "숭고하게, 낭만적으로, 그리고 찬양"했다.
외국인 방문객들이 알바니아인의 환대에 감탄하는 이유로는 다음과 같은 것들이 제시된다: 그것이 표현되는 의식과 형식; 주인과 손님 사이에 피의 복수가 있는 경우에도 손님을 타협 없이 보호하는 보편적 적용; 기본적인 사회 제도인 카눈에 의해 규정되고 신성시되는 알바니아 사회와 개인 생활에서 도덕적 원칙으로서의 중심 역할; 북알바니아 산악 지대의 외딴, 척박하고 지리적으로 황량한 영토가 일반적으로 물질적 자원이 부족하다는 사실에도 불구하고, 이용 가능한 최고의 자원으로 부여되는 탁월한 이타적 매력과 적용.
알바니아인의 환대법은 카눈에 의해 간단하게 명확해진다: "알바니아인의 집은 신과 손님의 것이다." 이는 최고의 윤리적 범주를 대표하는 손님이 집주인 자신보다 더 큰 역할을 한다는 것을 의미한다. 손님의 역할은 피보다 더 중요하다고 여겨지는데, 관습에 따르면 아버지나 아들의 피를 흘린 사람은 용서받을 수 있지만, 손님의 피를 흘린 사람은 결코 용서받을 수 없기 때문이다. 알바니아 전통에서 손님은 사실상 반신(半神)으로 간주되며, 다른 모든 인간 관계보다 존경받는다.
알바니아인의 전통적인 환대와 베사 풍습에 대한 엄숙한 준수의 반영은 제2차 세계 대전 중 이탈리아와 독일의 점령 당시 유대인들을 대하는 방식에서 특히 두드러진다. 실제로 알바니아에 숨어 있던 유대인들은 알바니아인들에게 배신당하거나 독일에 넘겨지지 않았으며, 그 결과 제2차 세계 대전 말에는 알바니아에 전쟁 시작 시점보다 11배나 많은 유대인이 있었다.

### 고대 그리스
고대 그리스에서 환대는 권리였으며, 주인은 손님의 요구를 충족시켜야 할 것으로 기대되었다. 반대로 손님은 정해진 행동 규범을 따라야 할 것으로 기대되었다. 고대 그리스 용어 크세니아—또는 신이 개입했을 때는 테오크세니아—는 이 의례화된 손님-친구 관계를 표현했다. 이 관계는 호메로스 서사시, 특히 《오디세이아》에서 성문화되었다. 그리스 사회에서 환대법을 지키는 능력은 고귀함과 사회적 지위를 결정했다. 호메로스 시대 이래로 고대 그리스인들은 환대와 가정의 여신이 올림포스 12신 중 하나인 헤스티아라고 믿었다.

### 힌두교
인도와 네팔에서 환대는 "손님은 신이다"라는 뜻의 아티티 데보 바바 원칙에 기반을 둔다. 이 원칙은 손님이 환대를 제공하는 자에게 보상하는 신으로 드러나는 여러 이야기에서 나타난다. 여기에서 집에서든 모든 사회적 상황에서든 손님에게 우아함을 보이는 인도 또는 네팔의 관행이 비롯된다. 윤리학과 도덕에 관한 고대 인도 작품인 《티루쿠랄》은 81절부터 90절까지 환대 윤리를 설명하며, 이에 대해 별도의 장(9장)을 할애하고 있다.

### 유대교

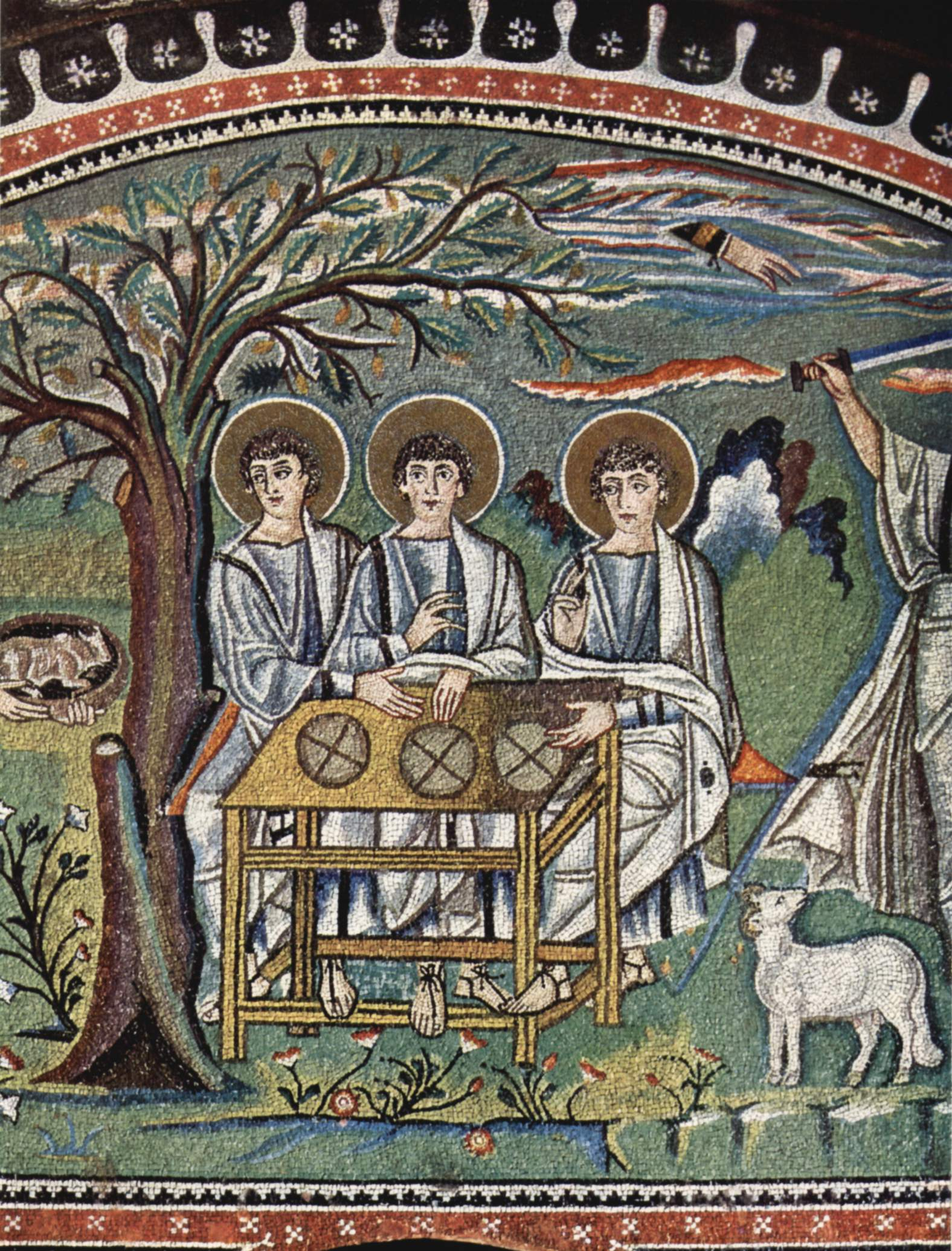
산비탈레 성당 모자이크, 아브라함과 천사들, 547년 이전

유대교는 주로 창세기의 아브라함과 롯의 예(창세기 18:1–8 및 창세기 19:1–8)를 바탕으로 낯선 사람과 손님에 대한 환대를 칭찬한다. 히브리어로 이 관습은 "손님 맞이"를 의미하는 하크나사트 오르힘이라고 불린다. 다른 기대 외에도 주인은 손님에게 영양, 편안함, 오락을 제공해야 하며, 방문이 끝나면 주인은 관례적으로 손님을 집 밖으로 배웅하며 안전한 여행을 기원한다.
아브라함은 다음 세 가지를 제공하는 표준을 세웠다.
- 아칠라 ("먹이기")
- 시티야 ("마시기")
- 리나 ("숙박")

이 히브리어 단어들의 첫 글자는 아이셸(창세기 21:33)을 철자한다.

### 기독교
기독교에서 환대는 미덕이다. 이는 낯선 사람에 대한 동정심을 일깨우고 방문객을 환영해야 한다는 규칙이다. 이것은 구약성경에 나타나는 미덕으로, 예를 들어 방문객의 세족식이나 평화의 입맞춤과 같은 관습이 있다. 예수는 신약성경에서 낯선 사람을 환영한 사람은 그를 환영한 것이라고 가르쳤다. 그는 형제와 이웃의 의미를 낯선 사람까지 포함하도록 확장하여 그를 환대해야 한다고 했다.
교황 요한 바오로 2세는 다음과 같이 썼다: "우리 형제자매들을 보살핌과 기꺼움으로 환영하는 것은 특별한 경우에만 국한되어서는 안 되며, 모든 신자들에게 일상생활에서 봉사의 습관이 되어야 한다." 그는 또한 다음과 같이 말했다: "오직 그리스도께 마음을 연 사람들만이 결코 형식적이거나 피상적이지 않으며 '온유함'과 '경외심'으로 특징지어지는 환대를 제공할 수 있다." 일부 서구 국가들은 성경에 기반을 둔 이민자들을 위한 환대 문화를 발전시켰다. 일부 기독교 신앙에서는 손님이 자신의 존재로 인해 부당한 추가 노동을 유발한다고 느끼게 해서는 안 된다.

### 파슈툰
파슈툰왈리의 주요 원칙 중 하나는 멜마스티아이다. 이는 인종, 종교, 국적 또는 경제적 지위에 관계없이 모든 방문객에게 보상이나 호의에 대한 기대 없이 환대와 깊은 존경을 표하는 것이다. 파슈툰인들은 환대를 보여주기 위해 많은 노력을 기울인다.

### 이슬람
이슬람에서는 "평화가 당신에게"라는 문구인 앗살람 알라이쿰을 통해 선의를 표현하는 것을 매우 강조한다. 이 관행은 무함마드의 가르침에 뿌리를 두고 있다. 이러한 가르침은 손님과 심지어 전쟁 포로를 대하는 방식까지 확장된다. 권위 있는 출처와 쿠란 구절들은 이 사람들에게 친절과 평화를 보여주는 것의 중요성을 강조한다.
아부 아지즈 이븐 우마이르가 보고했다: "저는 바드르 전투 때 전쟁 포로들 중 하나였습니다. 무함마드께서 '나는 당신들에게 포로들을 잘 대접하라고 명한다'라고 말씀하셨습니다. 제가 이슬람을 받아들인 후, 저는 안사르 (마디나 주민) 중 하나였고 점심이나 저녁 시간이 되면 무함마드의 명령 때문에 빵을 먹었으므로 포로들에게 대추야자를 주었습니다."
지혜와 아름다운 설교로 너의 주님의 길로 (모두를) 초대하고, 가장 좋고 가장 우아한 방식으로 그들과 논쟁하라.— 쿠란 16장 125절

이슬람에서는 사업에서도 좋은 환대가 중요하다. 또 다른 보고서에 따르면 무함마드가 시장에서 음식 더미를 지나가다가 손을 넣어보니 표면은 말라 있었지만 안은 축축했다. 그가 말했다:

"오 음식의 주인아, 이게 무엇이냐?"
그 남자가 말했다, "오 알라의 사도여, 비에 젖었습니다."
그가 말했다, "왜 비에 젖은 음식을 사람들이 볼 수 있도록 위에 올려놓지 않았느냐! 우리를 속이는 자는 우리 중 하나가 아니다."

### 켈트 문화
켈트 사회 역시 환대, 특히 보호 측면에서의 환대를 중요하게 여겼다. 피난처를 요청한 사람에게 허락한 주인은 손님에게 음식과 피난처를 제공할 뿐만 아니라 그들이 자신의 보살핌 아래 해를 입지 않도록 해야 했다.

### 북유럽 문화
스웨덴, 노르웨이, 핀란드, 덴마크, 네덜란드에서는 다른 가족의 자녀에게 음식을 주는 것이 부적절하다고 여겨지는 경우가 많다. 방문 온 아이들은 저녁 식사 시간에 떠나거나 다른 방에서 기다리도록 요청받을 수 있으며, 또는 호스트 가족이 방문객의 부모에게 전화하여 허락을 구할 수도 있다.

### 예시
- 빵과 소금
- 호스피티움
- 남부의 환대

## 오늘날

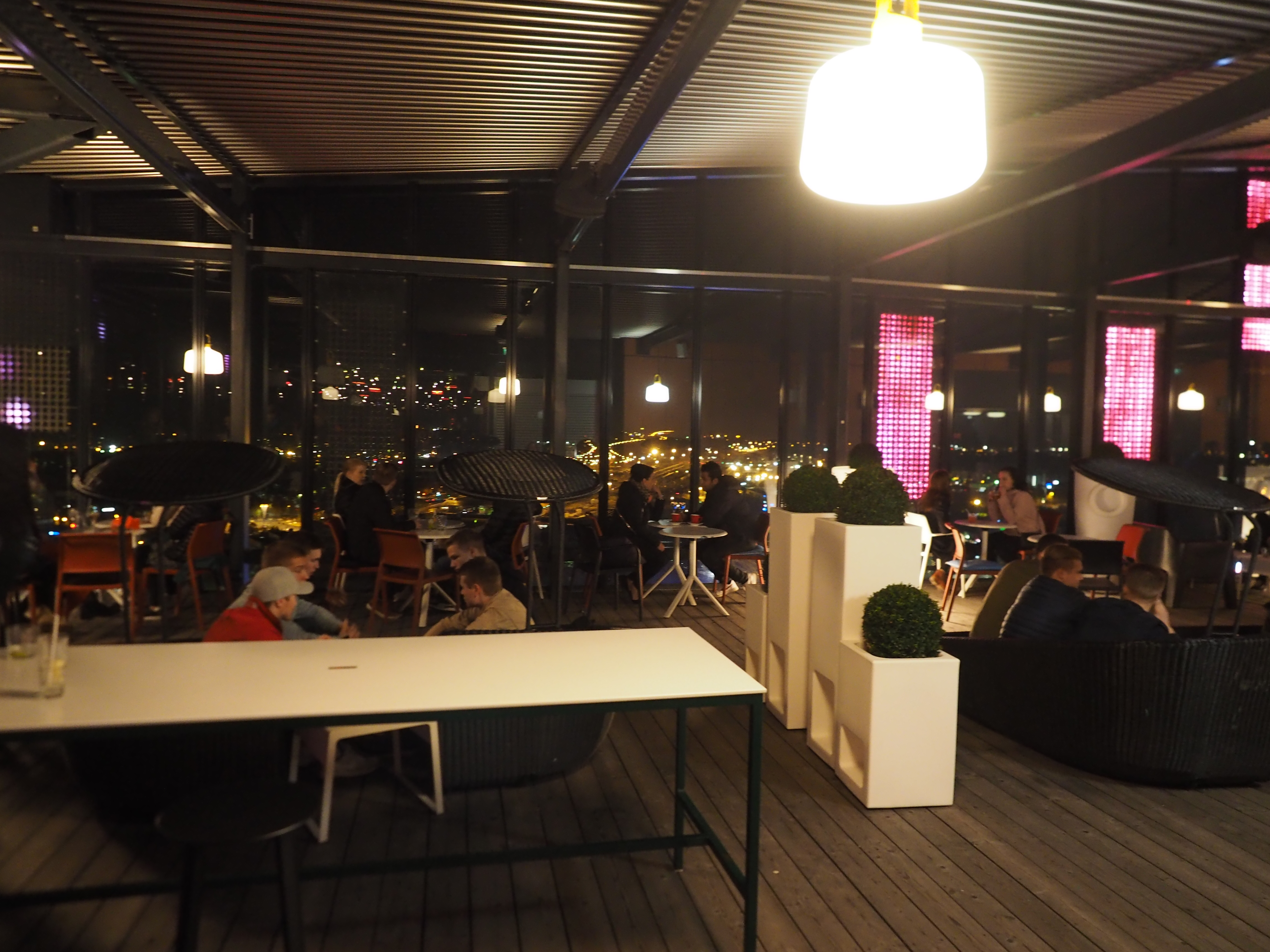
핀란드 탐페레 도심의 소코스 호텔 토르니 25층 최상층에 있는 모로 스카이 바 내부.

오늘날 서방 세계에서 환대는 더 이상 보호와 생존의 문제가 아니며, 예의와 오락과 더 관련이 있다. 그러나 여전히 손님을 존중하고, 그들의 필요를 충족시키며, 동등하게 대하는 것을 포함한다. 문화와 하위 문화는 낯선 사람에게 환대를 보여야 하는 정도와 개인적인 친구나 내집단 구성원에게 보여야 하는 정도에 따라 다르다.

### 환대 인류학
인류학에서 환대는 다양한 형태의 교환을 통해 매개되는 주인과 손님 사이의 불평등한 관계로 분석되어 왔다.
자크 데리다는 무조건적 환대와 조건적 환대를 구분하여 환대를 이해하는 모델을 제시한다. 수세기 동안 철학자들은 환대의 문제를 고찰해 왔다. 데리다에게 환대에는 암묵적인 적대감이 존재한다. 이는 한 사람을 낯선 사람으로 대하고 자신과 거리를 두는 것을 요구하기 때문이다. 데리다는 이러한 내재된 갈등을 "호스티피탈리티(hostipitality)"라는 혼성어로 명명한다. 그러나 환대는 역설적인 상황(언어와 같이)을 제공하는데, 이는 환대의 신성한 법에 의해 환영받는 사람들이 포함되면 다른 사람들은 배척될 것임을 의미하기 때문이다.
쥘리아 크리스테바는 "변태적 환대"의 위험성을 독자들에게 경고하며, 외지인의 취약성을 이용해 그들을 박탈한다. 환대는 주인-손님 만남 과정의 긴장을 줄여주고, 타인에 대한 호기심과 낯선 사람에 대한 두려움을 결합한 경계 구역을 만들어낸다. 환대는 낯선 사람들이 여행 중에 도움을 받고 보호받아야 한다는 믿음에 중점을 둔다. 그러나 일부는 이에 동의하지 않는다. 앤서니 파그던은 자유로운 통행권을 부과함으로써 현대 국민 국가 형성에 유리했던 아메리카 대륙 정복을 정당화하기 위해 환대의 개념이 역사적으로 어떻게 조작되었는지 설명한다. 이는 환대가 타인을 억압하기 위해 이데올로기적으로 변형될 수 있는 정치적 제도임을 시사한다.

## 더 읽어보기
- Bolchazy, Ladislaus J. (1977). 《Hospitality in Antiquity: Livy's Concept of Its Humanizing Force》. Ares Publishers. ISBN 0890052123.
- Claviez, Thomas (2013). 《The Conditions of Hospitality: Ethics, Politics, and Aesthetics on the Threshold of the Possible》. Fordham Univ. Press. ISBN 978-0-8232-5147-6.
- Clifford, James (1997년 4월 21일). 《Routes: Travel and Translation in the Late Twentieth Century》. Harvard University Press. ISBN 978-0-674-77960-0.
- de Coulanges, Numa Denis Fustel (1901) [1864]. 《The Ancient City: A Study of the Religion, Laws, and Institutions of Greece and Rome》. 번역 Small, Willard. Lee & Shepard.
- Derrida, Jacques; Dufourmantelle, Anne (2000). 《Of Hospitality》. 번역 Bowlby, Rachel. Cultural Memory in the Present. ISBN 978-0-8047-3405-9.
- Hänggi, Christian (2009). 《Hospitality in the Age of Media Representation》. Atropos Press. ISBN 978-0-9748534-6-8.
- Heffernan, James A. W. (2014). 《Hospitality and Treachery in Western Literature》. Yale University Press. ISBN 978-0-300-19558-3.
- Jaszay, Christine; Dunk, Paul (2006). 《Ethical Decision Making in the Hospitality Industry》. Prentice Hall. ISBN 978-0-13-113680-9.
- Lashley, Conrad; Morrison, Alison J. (2000). 《In Search of Hospitality》. Routledge. ISBN 978-0-7506-4562-1.
- Lashley, Conrad; Lynch, Paul; Morrison, Alison J. (2007). 《Hospitality: A Social Lens》. Elsevier. ISBN 978-0-08-045093-3.
- Lieberman, Karen; Nissen, Bruce (2008). 《Ethics in the Hospitality and Tourism Industry》. Educational Institute of American Hotel & Motel Association. ISBN 978-0-86612-328-0.
- Massaro, Thomas; Moraes, Endy (2024). 〈Hospitality in Christian Traditions: A Key Virtue and Its Applications〉.   Ori Z. Soltes; Rachel Stern. 《Welcoming the Stranger: Abrahamic Hospitality and Its Contemporary Implications》. Fordham University Press. 27–41쪽. doi:10.2307/jj.12348151.8.
- Meyer, Danny (2006). 《Setting the Table》. Harper Collins. ISBN 978-0-06-074275-1.
- Oldenburg, Ray (1999). 《The Great Good Place》. Da Capo Press. ISBN 978-1-56924-681-8.
- Reece, Steve (1992). 《The Stranger's Welcome: Oral Theory and the Aesthetics of the Homeric Hospitality Scene》. University of Michigan Press. ISBN 978-0-472-10386-7.
- Rosello, Mireille (2001). 《Postcolonial Hospitality: The Immigrant as Guest》. Stanford University Press. ISBN 978-0-8047-4232-0.
- Ruffino, Paul (1985). 《Customer Service and the Luxury Guest》. Douglas & McIntyre. ISBN 978-0-578-15323-0.
- Saritoprak, Zeki; Moraes, Endy (2024). 〈Welcoming the Stranger in Islam: Abrahamic Hospitality and Contemporary Implications〉.   Ori Z. Soltes; Rachel Stern. 《Welcoming the Stranger: Abrahamic Hospitality and Its Contemporary Implications》. Fordham University Press. 72–80쪽. doi:10.2307/jj.12348151.10.
- Smith, Mick; Duffy, Rosaleen (2003). 《The Ethics of Tourism Development》. Psychology Press. ISBN 978-0-415-26686-4.
- Soltes, Ori Z.; Moraes, Endy (2024). 〈Welcoming the Stranger in the Jewish Tradition〉.   Ori Z. Soltes; Rachel Stern. 《Welcoming the Stranger: Abrahamic Hospitality and Its Contemporary Implications》. Fordham University Press. 11–25쪽. doi:10.2307/jj.12348151.7.
- Switzer, John B. (2007). 〈Hospitality〉.   Greenberg, Yudit Kornberg. 《Encyclopedia of Love in World Religions》 1. Santa Barbara, Calif: ABC-CLIO.
- Velikovsky, Immanuel (1982). 《Mankind in Amnesia》. Doubleday Books. ISBN 0-385-03393-1.